# Rickard Sjölander
Rickard "Palle" Sjölander é um jogador de futebol freestyle sueco. Um dos primeiros praticantes do esporte, Palle criou tricks, manobras e combinações que ajudaram a desenvolver todos os estilos do Futebol Freestyle atual. Por exemplo, a manobra "Palle Around The World", criada por ele, foi batizada com seu nome.

## Títulos
- 2009 - Vencedor da etapa sueca do Red Bull Street Style[4][5]

## Aparições na TV
| Ano  | Programa    | Tipo    | Papel     | Info                      | Ref.  |
| ---- | ----------- | ------- | --------- | ------------------------- | ----- |
| 2008 | Full Bricka | Seriado | Ele mesmo | Episódio 27, 1a temporada | [ 6 ] |